# Brahim Boutine
 (mai 2021).
Brahim Boutine (en arabe : براهيم بوتين) est un footballeur algérien né le 28 août 1978 à Alger. Il évoluait au poste de milieu de terrain.

## Biographie
Il évolue en première division algérienne avec son club formateur, le MC Alger et le CA Bordj Bou Arreridj. Il dispute 96 matchs en Ligue 1 en inscrivant trois buts.

## Palmarès
MC Alger
- Championnat d'Algérie (1) :
  - Champion : 1998-99.

- Coupe de la Ligue d'Algérie (1) :
  - Vainqueur : 1997-98.